# Kim Possible Movie: So the Drama
Kim Possible Movie: So the Drama (Kim Possible la película: Todo un drama en Latinoamérica, y Kim Possible: Sí es para Tanto en España)  es una película original de Disney Channel estrenada el 8 de abril de 2005 por Disney Channel. Es la segunda película animada basada en la serie Kim Possible, después de Kim Possible: A Sitch in Time de 2003. 
Esta película incluye una mezcla de animación tradicional e imágenes generadas por computadora y fue emitida antes de los últimos episodios de la tercera temporada de la serie.
Dentro de su banda sonora cuenta con el sencillo "Could It Be" de Christy Carlson Romano.

## Argumento
En un intento de dominar el mundo, Shego y unos ninjas planea el secuestro de un creador de juguetes en un desfile en Japón y en ese instante aparecen Kim Possible y Ron Imparable Que luego de una serie de malos entendidos logran salvar al juguetero de secuestro planeado por shego, que manejaba un avión.
Tiempo después el juguetero y su secretaria regresan a Kim y Ron a casa, después de salvarlo entonces el juguetero y su secretaria notaron en Ron que esta lleno de curiosidad infantil, cosa que no le gusta a Kim.
Mientras tanto, Kim se da cuenta de que su estilo de vida de lucha contra la delincuencia le ha impedido tener un novio constante, gracias a un consejo de Bonnie y Ron puede ser su única perspectiva para la próxima Promoción. 
Mientras Shego regresa de Japón, Draken está haciendo una investigación sobre adolescentes y tiempo después van a un sitio llamado El Triángulo De Las Bermudas para negociar con un criminal, cosa que hace con éxito pero le costó torpezas, al final de la negociación el criminal le dice que toda la información la tiene el Dr. James Possible    (el padre de Kim) un científico que posee la tecnología más avanzada "cybertronic" en existencia. Kim y Ron están en el lugar pero Drakken y Shego logran escapar.
En la escuela Kim se nota que le falta una compañía y es un novio luego aparece Ron con una petición para recuperar su restaurante favorito " El Buen Nacho " que tuvo unos cambios. 
Caminando a la escuela Kim le hace caso al consejo de Monique Kim quiere ir con Ron al baile de Graduación pero todavía Kim siente en Ron que tiene curiosidad infantil, luego Ron con su mascota Rufus se le aparece un estudiante nuevo Eric (Ricky Ullman) que le gusta todas las características de Ron y en ese instante Ron le presenta a Kim a Eric, En ese instante Kim y Eric son atraídos entre sí. Conforme su relación avanza, Ron se encuentra cada vez más al margen de la vida de Kim por lo que se pone celoso. También se da cuenta de sus sentimientos por Kim, pero decide no decirle por temor de dañar su amistad.
Para completar la etapa final en su plan maestro, Drakken secuestra al padre de Kim, el Dr. James Possible, en ese momento el padre de Kim borra la información y Drakken usa una máquina de celebró que el tiene. Kim llama a Ron para salvar a su padre en ese caso lo logran pero Drakken logra escapar.
Tiempo después "El Buen Nacho" Saca un juguete llamado " diablito" cosa que no le gusta a ron que está celoso y disgustado. Entonces Kim va y lo visita a la casa del árbol para hablar que lo que no le esta gustando a Ron y el le dice a ella: "que es por Eric no porque tenia problemas con el". Y no arreglan nada porque llega Eric. Luego caminando Eric le dice a kim que "si quiere ir al baile conmigo" y ella acepta.
Ya en el baile Kim baila con Eric, para molestia de Boonie. mientras tanto Ron va al Buen Nacho y su mejor Amigo y empleado del Buen Nacho Ned, le cuenta que algo extraño está pasando, pero Rom no parece importarle debido a que se siente triste por kim, pero discreto entonces Ron se enoja con el nuevo gerente, pero no es por lo que le contó Ned, si no por las pajillas plásticas, lo que hace que el gerente se burle de Ron, entonces Ron Llama al jefe del Buen Nacho y le contesta, y es Drakken, lo que deja perplejo a Rom, y más aún, cuando Rufus y Ned le muestran el mensaje de "Evil"(malvado) por la ventana, (Ned lo había escrito antes con salsa, para hacer que Ron se diera cuenta de lo que pasa). ahí, el nuevo gerente (que es también un subordinado de Drakken), ordena a los juguetes diablo que ataquen a Ron, Ron y Rufus en su motocicleta logra huir, pero los juguetes los persiguen y la persecución termina en el baile de graduación y le cuenta este hecho a Kim y Eric, pero ellos no le creen (incluso Kim finge creerle, como si fuera un niño de preescolar).
Sin embargo, Ron le habla con más seriera a Kim sobre la situación, y le aclara que es Drakken el que está detrás de esto. esto fue más que suficiente para que Kim empiece a creerle, Kim llama a Wade y le dice que todo lo que dijo Ron si es cierto, y después de que el padre de Kim examinará el juguete, se dan cuenta de que es el proyecto que él había estado haciendo. En ese instante Drakken y Shego planean el ataque a media noche para todo el mundo, pero Middleton será el primero en ser testigo del ataque de Drakken y Shego, Drakken le pide a Shego que valla a recoger a alguien en la escuela de Kim y el ven la foto de Eric y Kim.
La familia Possible Kim y Ron se reúne para hablar sobre la situación, el padre de Kim explica que los robots tienes la habilidad de crecer, pero eso funciona con una señal de mando. pero una antena que sale del anuncio del Buen Nacho hace que los diablitos crezcan y se vuelvan asesinos y peligrosos entonces Kim y Ron Salen en la moto de Ron con cohetes de los hermanos de Kim, la ayuda de la mamá de Kim y el papá, Kim y Ron con el robot detrás de ellos logran destruir la antena y el robot con la antena destruida vuelve a su estado normal pero llama Drakken y le muestra a través del Kimumicador que tiene secuestrado a Eric.
Kim con un súper traje que casi no esta listo va a la sede principal del Buen Nacho Con Ron y Wade le muestra unos elementos para detener a Drakken, entran y de casualidad aparece un Sumo Ninja (Ninja grande y gordo) que logra vencer Ron por suerte y Kim vence a Shego, luego aparece Eric pero le cuenta a Kim que es un Cintoguardia (un robot humano) y ayudante de Drakken que electrocuta a Kim. Ron va a detenerlo pero no lo logra.
En una bodega Ron logra despertar y ve a Kim, que está deprimida porque había sido engañada, Kim le dice a Ron que ella piensa en rendirse ya que no sabe qué hacer. pero Ron la alienta y le cuenta que "hay otros chicos a parte de Eric" e incluso en dónde están atrapados, pero Rufus, la mascota de Ron los libera con un labial láser. Drakken libera una antena más grande y los juguetes diablo se vuelven grandes pero ya atacan a todo el mundo y Drakken esta feliz por lo que hizo y al mismo tiempo se burla de Kim possible debido a que su debilidad es su complejo de adolescente, y su deseo de conseguir un chico para el baile. pero justo en ese momento aparece Kim le dice a Drakken que tiene razón en eso, pero golpearlo es sencillo. Kim le da un puñetazo a Drakken, y después lucha contra Shego. incluso Ron peleando con Eric, Ahí le confiesa que las características de Ron son desagradables para Eric, Kim logra con un elemento de forma de batidora lanzar a la antena pero Eric la detiene y Rufus muerde a Eric y se derrite ocasionando la explosión de la antena y salvan al mundo, Ron le pide a Drakken que se sepa su nombre y Kim lanza a Shego a la antena que se derrumba.
Al final, Drakken y sus secuaces son detenidos y los medios de comunicación transmiten la noticia de la victoria de Kim y Ron. Ambos vuelven a la Prom en mano, y la multitud se anima para la nueva pareja. La película termina con el beso de Kim y Ron mientras bailan.

## Reparto
- Christy Carlson Romano como Kimberly Ann "Kim" posible.
- Will Friedle como Ronald "Ron" imparable.
- Nancy Cartwright como Rufus.
- Tahj Mowry como Carga de Wade.
- John DiMaggio como Dr. Drakken (Drew Theodore p. Lipsky.
- Nicole Sullivan como Shego.
- Ricky Ullman como Eric.
- Gary Cole como Dr. James Timothy posible.
- Jean Smart como Dr. Ann posible.
- Shaun Fleming como Jim y Tim.
- Raven Symoné como Monique.
- Rider Strong como Ladrillo Flagg.
- Eddie Deezen como Ned.
- Clyde Kusatsu y Lauren Tom como Nakasumi y Miss kyoko.
- Maurice Lamarche como Brotherson Big Daddy.